# Johannes Wytinck von Wesel
Johannes Wytinck von Wesel († 29. Juli 1472) war ein Arzt und Astrologe. Er lehrte an der Universität Löwen Medizin und war Stadtarzt in Brüssel. Für die Herzöge von Burgund verfasste er astrologische Schriften.

Der Sohn eines Arztes wurde vor 1429 an einer unbekannten Universität zum Doktor der Medizin promoviert. Er lehrte ab Oktober 1429 Medizin in Löwen, einen Ruf, ebendort Mathematik zu lehren, lehnte er 1431 ab. 1430/1431 traf er sich mit anderen Ärzten in Mechelen. Bis 1443 war er in verschiedenen Funktionen an der Universität Löwen tätig. Als er 1446 an die Universität zurückkehren wollte, musste er einen Rechtsstreit gegen seinen Stellvertreter oder Nachfolger führen. Trotz eines Teilerfolgs in diesem Verfahren ist Johannes Wytinck ab 1447 nicht mehr in den Akten der Universität nachzuweisen. Für astrologische Almanache erhielt er 1432 und 1459 Geld von Philipp dem Guten. Eine Abhandlung über die Pest widmete er Francesco I. Sforza († 1466), darin erwähnte er Epidemien, bei denen er wohl als Arzt tätig war, 1428 in Maastricht, 1439 in Löwen und 1454 in Brüssel. Ab 1455 ist er als Stadtarzt in Brüssel nachweisbar, ein Amt, das er bis mindestens 1471 ausüben sollte. Vermutlich 1472 verfasste Wytinck eine astrologische Abhandlung, um die Politik Karls des Kühnen gegenüber Ludwig XI. zu unterstützen. Von den Beobachtungen etwa des Anfang 1472 sichtbaren Kometen wich er in seiner Beschreibung ab, um die gewünschte propagandistische Wirkung zu erzielen.
Johannes Wytinck war zweimal verheiratet und hatte sieben überlebende Kinder. Er besaß ein Haus in Brüssel, als Lehen der Herzöge von Brabant den Gutshof ter Holst in Overijse und vermutlich als Erbe seiner Vorfahren die Herrschaft Steenbergen genannt Zoetwater bei Oud-Heverlee, die unter anderem eine Mühle und vier Weiher umfasste. Er starb an einem 29. Juli, vermutlich 1472, sicher aber vor dem 28. Mai 1476, als die Erben seine Güter aufteilten. Einer seiner Urenkel war Andreas Vesalius.

## Werke
- Jahresprognose für 1433, erhalten in der Handschrift Göttingen, Staats- und Universitätsbibliothek, 4° Philos. 62c, fol. 224r–235v.[14]
- Exhortatio super calendarii correctione an Eugen IV. gerichtet, in einer heute verlorenen Handschrift im Priorat Groenendaal enthalten.[15]
- De epidemia oder Contra pestem, erhalten in den Handschriften Vatikanische Apostolische Bibliothek, Reg. lat 1450, fol. 1r–24v (Digitalisat) und Stresa, Centro Internazionale di Studi Rosminiani, ASIC A2 21.[16]
- Prognose für 1464, enthalten in der 1940 zerstörten Handschrift Tournai, Stadtbibliothek, Ville Cod. 97.[17]
- Prognose für 1465, anonym überliefert in Paris, Bibliothèque nationale, fr. 1278, fol. 253r–257r (Digitalisat auf Gallica) wurde von Jan R. Veenstra Johannes Wytinck zugeschrieben.[18]
- Judicium astrologicum, entstanden vermutlich 1472, erhalten in der Handschrift Brüssel, Stadtarchiv, ms 1043.[19]